# Otto Kretschmer
Otto Kretschmer (1 de mayo de 1912, Heidau, Neisse-5 de agosto de 1998, Straubing) fue un capitán de submarinos alemán de la Segunda Guerra Mundial, que posteriormente ocupó altos cargos en la Marina Alemana (RFA) y la OTAN. Además, recibió varios reconocimientos y condecoraciones por sus acciones de combate.
Su carrera en la marina de guerra alemana comenzó el 9 de octubre de 1930 como cadete y el 1 de junio de 1939 sería nombrado capitán. Ya comenzado el conflicto, obtiene el grado de capitán de corbeta el 1 de marzo de 1941 y finalmente el rango de capitán de fragata el 1 de septiembre de 1944 (estando prisionero de los ingleses desde 1941). Hundió un total de 47 naves aliadas con un total de 274.418 tn (incluidos tres mercantes armados y un destructor) y dañó otros 5 que sumaban la cantidad de 37.965 toneladas de buques enemigos dañados.

## Biografía
Nació el 1 de mayo de 1912 en Heidau (Neisse, actualmente Nysa, Silesia) y falleció a causa de un accidente el 5 de agosto de 1998 en la ciudad de Straubing en Baviera (Alemania). Era hijo de un maestro de escuela de la Baja Silesia.
Fue el primero en imponer como regla básica 'un torpedo, un barco'. Casi todas las acciones de guerra en las que participó ocurrieron de noche, pues los submarinos fueron diseñados para ser casi invisibles (a la vista) durante la noche, por el reducido perfil de su torreta (aún no se utilizaban los radares). Solo los delataba su estela en la superficie marina a la luz de la luna.
En 1930, se alistó en la Reichsmarine, nombre que por aquel entonces tenía la Armada alemana. Sirvió en dos cruceros ligeros, el Emden y el Koln, hasta que, en 1936, ingresó en la escuela de submarinos junto con Günther Prien y Joachim Schepke (otros dos ases de la guerra submarina). Al regresar fue comisionado como oficial de un submarino (el U-35, un U-Boot tipo VIIA), y poco después recibió el mando del U-23 (un submarino costero tipo IIB de 250 toneladas de desplazamiento).
Hacia 1938 era considerado el mejor torpedista de la flota de submarinos. El 23 de marzo de 1940 se ordenó a Kretschmer entregar el mando del U-23 a su reemplazo y dirigirse a Kiel a recibir el mando de un submarino nuevo, el U-99, un submarino de la clase VII de 750 tn de desplazamiento. Participó en ataques a varios convoyes, realizando los ataques en superficie (como si fuera una lancha torpedera grande) y de noche, penetrando en la escolta de destructores y corbetas para poder disparar a quemarropa sus torpedos a los mercantes -pudiendo así utilizar solamente un torpedo por blanco, gracias a la cercanía de su presa-. Su primera "víctima" fue un mercante británico, el Glen Farg, el 4 de octubre de 1939, y su primer ataque a un buque de guerra se produjo el 18 de febrero de 1940, cuando hundió el HMS Daring, un destructor inglés clase D que se encontraba escoltando el convoy HN-12 cuando fue torpedeado. El ataque fue tan bien ejecutado que la Marina Real británica tardó mucho tiempo en darse cuenta del mismo, creyendo que el Daring había sido presa de las minas.
Su mejor día de “caza” respecto al número de buques hundidos fue el 19 de octubre de 1940 cuando, con otros 7 submarinos, atacó el convoy SC-7 (34 mercantes y 4 buques de escolta) a la altura de Rockall. La mitad del convoy fue hundido y ningún submarino alemán fue dañado.
Unas semanas más tarde, el 3 de noviembre de 1940, atacó el mercante británico Casanare, que utilizó la radio para pedir ayuda. En lugar de retirarse con el trabajo hecho, Kretschmer esperó en la zona por potenciales barcos que acudiesen al rescate, y atacó dos cruceros auxiliares británicos: el HMS Laurentic y el HMS Patroclus, hundiendo ambos.
El 16 de marzo de 1941, junto con otros submarinos (los U-110 mandado por Fritz-Julius Lemp, el U-100 por Schepke, el U-37 por Clausen y el U-74 por Kentrat, atacó el convoy HX-112, que estaba formado por 41 barcos y fuertemente defendido por 10 buques de guerra: el crucero pesado HMS Norfolk, los destructores HMS Walker (capitaneado por Donald Macintyre y considerado el mejor cazasubmarinos de la guerra), HMS Vanoc, HMS Viceroy, HMS Scimitar y HMS Sardonyx, las corbetas HMS Bluebell, HMCS Fennel y HMCS Bittersweet y el buque escolta HMS Syringa. Así pues, 5 submarinos contra toda una flotilla de guerra británica. En la noche del 15 al 16 de marzo, comenzó el ataque. El U-100 torpedeó un buque cisterna, que explotó entre llamas, aunque logró alcanzar puerto. El resto de ataques de aquella noche fueron frustrados por la intervención de los buques escolta. El día siguiente, 16 de marzo, la manada de lobos formada por los submarinos alemanes se mantuvo cerca del convoy, esperando su oportunidad para un nuevo ataque, que llegaría al anochecer. El U-99 de Kretschmer logró penetrar el convoy desde el norte, dirección en la que se encontraba el puerto más cercano, y hundió cuatro buques cisterna y un mercante en menos de una hora. Manteniéndose todavía un poco más en el centro del convoy, como a él le gustaba, hundió otro mercante 15 minutos más tarde, antes de alejarse discretamente, desacelerando sus máquinas y sumergiéndose para dejar, sigilosamente, que fuese el propio convoy quien le rebasase y se alejase de él. Mientras tanto, los buques de escolta, buscando submarinos por el perímetro del convoy en lugar de en su interior, encontraron el U-100 en torno a la 1:30 de la madrugada del día 17 de marzo, cuando éste salió a la superficie. Al ser detectado, se sumergió de nuevo, pero el Walker emprendió un ataque con cargas de profundidad que obligó al submarino alemán a salir a la superficie; en ese preciso instante, el Vanoc arremetió y destruyó completamente el U-100 en torno a las 3 de la mañana, con Schepke en su interior. El U-99, que tenía abierta una fácil retirada, había acudido al auxilio del U-100 y, finalmente, ante el hundimiento de este, se vio, de repente, metido de nuevo en el centro de la acción, pues casi es embestido por un destructor en medio de la oscuridad, lo que le obligó a sumergirse, y en ese instante fue detectado por el sonar del Walker, lo que hizo que el siguiente ataque con cargas de profundidad se dirigiese contra él, resultando severamente dañado. Se da la circunstancia que el hundimiento del U-99 es el primer caso conocido que un submarino comunica por radio su hundimiento; a las 3:30 fue captado a bordo del U-37, al mando del teniente de navío Asmus N. Clausen, el siguiente radio:

Destructor. Cargas de profundidad. Cincuenta mil toneladas. Prisionero. Kretschmer

Una vez hundido el submarino, la tripulación del U-99 quedó a la deriva y, terminado el ataque de los submarinos, fueron rescatados por los destructores escoltas del convoy inglés. Kretschmer, que siempre fue considerado como un caballero por el enemigo y por su propia tripulación, pidió a uno de sus hombres que se hiciese al agua para recuperar su gorra. Preguntado por qué, su respuesta fue simplemente que "era necesario", a fin de rendir su barco al capitán británico vistiendo íntegramente su uniforme oficial, como muestra de respeto.
El 21 de mayo atracó en un muelle de Liverpool, siendo recibido por el comandante en jefe de los Accesos Occidentales, sir Percy Noble, y toda la plana mayor. La marcha por las calles de Liverpool fue una dura prueba. Liverpool era centro operativo de la batalla del Atlántico. En ese puerto se reunían los convoyes, y allí también tenían los marinos a sus esposas, novias y amigas. La noticia de los triunfos del Walker y el Vanoc hizo que cientos de mujeres liberaran sus sentimientos reprimidos por la guerra y el dolor de la pérdida de sus seres queridos con muestras de desprecio y odio hacia los tripulantes del U-99, que eran considerados asesinos.
Al llegar a Inglaterra el almirante sir George Creasey, comandante en jefe de la Base de Portsmouth, recibió a Kretschmer en privado en su departamento de Buckingham Gate, donde por espacio de dos horas se entrevistó a solas a Kretschmer -sin ningún tipo de vigilancia excepcional en la habitación o sus alrededores- en la esperanza de que una charla privada con el as capturado aportara datos vitales acerca de la mentalidad y temperamento de Doenitz.
Mientras se hallaba prisionero en Inglaterra en el campamento Grizadelle Hall (solo para oficiales), y violando los convenios de Ginebra, formó un tribunal de guerra (redenominado 'de Honor') para juzgar al capitán y al segundo del submarino U-570 (submarino que se rindió a un avión inglés sin combatir, proporcionando así a los ingleses datos inapreciables sobre los submarinos alemanes). La formación de esta 'corte de honor' le trajo problemas con el jefe del campamento, y más tarde, ya terminada la guerra, con los consejeros de desnazificación. A fines de mayo de 1942 se le notificó que serían trasladados a un campamento en Canadá, adonde también la tripulación del U 99 fue trasladada desde Inglaterra y confinada a un campo de prisioneros conocido como campo Bowmanville. Aún estando prisionero, fue ascendido por sus actividades en ese campamento.
Terminada la guerra, fue llevado nuevamente a Inglaterra, donde compareció ante un tribunal de desnazificación, el cual, debido al caso de la 'corte de honor' por el caso U-570, lo hostigó durante bastante tiempo. Finalmente, fue liberado en 1947, regresando al fin a Alemania.
En 1955 ingresó en la Bundesmarine (marina alemana de la postguerra). En 1957 fue nombrado Comandante del I escuadrón de escolta (a 1. Geleitgeschwader) y en noviembre de 1958, se convirtió en Comandante de las Amphibische Streitkräfte (Fuerzas anfibias). A partir de 1962 ocupó varios puestos antes de convertirse en 1965 en Jefe del Estado Mayor del Mando de la OTAN, cargo que ejerció durante cuatro años. Se retiró en septiembre de 1970 con el grado de Flotillenadmiral (Almirante). Falleció en 1998 por una caída accidental mientras viajaba en crucero por el Danubio, cuando celebraba su 50 aniversario de boda. Su cuerpo fue incinerado y sus cenizas sepultadas en el mar.

## Hoja de servicio durante la Segunda Guerra Mundial

### Mandos
| Submarino | Desde                | Hasta                | Patrullas | Días de mar |
| --------- | -------------------- | -------------------- | --------- | ----------- |
| U-35      | 31 de julio de 1935  | 15 de agosto de 1937 | 0         |             |
| U-23      | 1 de octubre de 1937 | 1 de abril de 1940   | 8         | 97          |
| U-99      | 18 de abril de 1940  | 17 de marzo de 1941  | 8         | 127         |

### Rangos durante la Segunda Guerra Mundial
| Empleo               |                        | F. de ascenso           |
| -------------------- | ---------------------- | ----------------------- |
| Seekadett            | Cadete                 | 9 de octubre de 1930    |
| Fänhrich zur See     | Guardiamarina          | 1 de enero de 1932      |
| Oberfähnrich zur See | Guardiamarina veterano | 1 de abril de 1934      |
| Leutnant zur See     | Alférez de fragata     | 1 de octubre de 1934    |
| Oberleutnant zur See | Alférez de navío       | 1 de junio de 1936      |
| Kapitänleutnant      | Teniente de navío      | 1 de junio de 1939      |
| Korvettenkapitän     | Capitán de corbeta     | 1 de marzo de 1941      |
| Fregattenkapitän     | Capitán de fragata     | 1 de septiembre de 1944 |

Durante su estancia en el Campo 30, o campo de Bowmanville (Ontario), continuó en contacto con el BdU (Befehlshaber der U-Boote - Comandante en Jefe de los Submarinos) mediante la "clave Irlanda". Gracias a dicha clave se llegó a organizar un intento de evasión desde punta Maisonette en la bahía de Chaleur (Nuevo Brunswick).

### Condecoraciones durante la Segunda Guerra Mundial
| Condecoración                                  | F. de concesión         |
| ---------------------------------------------- | ----------------------- |
| Cruz de hierro de 2ª clase                     | 17 de octubre de 1939   |
| U-Bootkriegsabzeichen                          | 9 de noviembre de 1939  |
| Cruz de hierro de 1ª clase                     | 17 de diciembre de 1939 |
| Cruz de Caballero de la Cruz de Hierro         | 4 de agosto de 1940     |
| Cruz de Caballero con Hojas de Roble           | 4 de noviembre de 1940  |
| Cruz de Caballero con Hojas de Roble y Espadas | 26 de diciembre de 1941 |

Fue mencionado cinco veces en la Wehrmachtbericht (informe diario realizado por el OKW con respecto a la situación militar en todos los frentes) los días: 3 de agosto de 1940, 19 de octubre de 1940, 4 de noviembre de 1940, 17 de noviembre de 1940 y 25 de abril de 1941.

## Buques torpedeados[7]
| Submarino | Fecha                    | Barco            | Nacionalidad                | Desplazamiento | Convoy |
| --------- | ------------------------ | ---------------- | --------------------------- | -------------- | ------ |
| U-23      | 4 de octubre de 1939     | Glen Farg        | Bandera del Reino Unido     | 876            |        |
|           | 8 de diciembre de 1939   | Scotia           | Bandera de Dinamarca        | 2.400          |        |
|           | 11 de enero de 1940      | Fredville        | Bandera de Noruega          | 1.150          |        |
|           | 12 de enero de 1940      | Danmark          | Bandera de Dinamarca        | 10.517         |        |
|           |                          | Varlid           | Bandera de Noruega          | 1.085          |        |
|           | 18 de febrero de 1940    | HMS Daring       | Bandera del Reino Unido     | 1.375          | HN-12  |
|           | 19 de febrero de 1940    | Tiberton         | Bandera del Reino Unido     | 5.225          |        |
|           | 22 de febrero de 1940    | Loch Maddy       | Bandera del Reino Unido     | 4.996          | HX-19  |
| U-99      | 5 de julio de 1940       | Magog            | Bandera de Canadá           | 2.053          | HX-52  |
|           | 7 de julio de 1940       | Sea Glory        | Bandera del Reino Unido     | 1.964          |        |
|           |                          | Bissen           | Bandera de Suecia           | 1.514          |        |
|           | 8 de julio de 1940       | Humber Arm       | Bandera del Reino Unido     | 5.758          | HX-53  |
|           | 12 de julio de 1940      | Ia               | Bandera de Grecia           | 4.860          |        |
|           |                          | Merisaar c       | Bandera de Estonia          | 2.136          |        |
|           | 18 de julio de 1940      | Woodbury         | Bandera del Reino Unido     | 4.434          |        |
|           | 28 de julio de 1940      | Auckland Star    | Bandera del Reino Unido     | 13.212         |        |
|           | 29 de julio de 1940      | Clan Menzies     | Bandera del Reino Unido     | 7.336          |        |
|           | 31 de julio de 1940      | Jamaica Progress | Bandera del Reino Unido     | 5.475          |        |
|           |                          | Jersey City      | Bandera del Reino Unido     | 6.322          | OB-191 |
|           | 2 de agosto de 1940      | Strinda d        | Bandera de Noruega          | 10.973         | OB-191 |
|           |                          | Lucerna d        | Bandera del Reino Unido     | 6.556          | OB-191 |
|           |                          | Alexia d         | Bandera del Reino Unido     | 8.016          | OB-191 |
|           | 11 de septiembre de 1940 | Albionic         | Bandera del Reino Unido     | 2.468          |        |
|           | 15 de septiembre de 1940 | Kenordoc         | Bandera de Canadá           | 1.780          | SC-3   |
|           | 16 de septiembre de 1940 | Lotos            | Bandera de Noruega          | 1327           | SC-3   |
|           | 17 de septiembre de 1940 | Crown Arun       | Bandera del Reino Unido     | 2.372          | HX-71  |
|           | 21 de septiembre de 1940 | Invershannon     | Bandera del Reino Unido     | 9.154          | HX-72  |
|           |                          | Baron Blythswood | Bandera del Reino Unido     | 3.668          | HX-72  |
|           |                          | Elmbank          | Bandera del Reino Unido     | 5.156          | HX-72  |
|           | 18 de octubre de 1940    | Empire Miniver   | Bandera del Reino Unido     | 6.055          | SC-7   |
|           |                          | Niritos          | Bandera de Grecia           | 3.854          | SC-7   |
|           |                          | Fiscus           | Bandera del Reino Unido     | 4.815          | SC-7   |
|           | 19 de octubre de 1940    | Empire Brigade   | Bandera del Reino Unido     | 5.154          | SC-7   |
|           |                          | Thalia           | Bandera de Grecia           | 5.875          | SC-7   |
|           |                          | Snefjeld         | Bandera de Noruega          | 1.643          | SC-7   |
|           |                          | Clintonia d      | Bandera del Reino Unido     | 3.106          | SC-7   |
|           | 3 de noviembre de 1940   | Casanare         | Bandera del Reino Unido     | 5.376          |        |
|           |                          | HMS Laurentic    | Bandera del Reino Unido     | 18.724         |        |
|           | 4 de noviembre de 1940   | HMS Patroclus    | Bandera del Reino Unido     | 11.314         |        |
|           | 5 de noviembre de 1940   | Scottish Maiden  | Bandera del Reino Unido     | 6.993          | HX-83  |
|           | 2 de diciembre de 1940   | HMS Forfar       | Bandera del Reino Unido     | 16.402         | HX-90  |
|           |                          | Samnanger        | Bandera de Noruega          | 4.276          | OB-251 |
|           | 3 de diciembre de 1940   | Conch            | Bandera del Reino Unido     | 8.376          | HX-90  |
|           | 7 de diciembre de 1940   | Farmsum          | Bandera de los Países Bajos | 5.237          | OB-252 |
|           | 7 de marzo de 1941       | Terje Viken      | Bandera del Reino Unido     | 20.638         | OB-293 |
|           |                          | Athelbeach       | Bandera del Reino Unido     | 6.568          | OB-293 |
|           | 16 de marzo de 1941      | Beduin           | Bandera de Noruega          | 8.136          | HX-112 |
|           |                          | Franche Comte d  | Bandera del Reino Unido     | 9.314          | HX-112 |
|           |                          | J.B. White       | Bandera de Canadá           | 7.375          | HX-112 |
|           |                          | Korshamn         | Bandera de Suecia           | 6.673          | HX-112 |
|           |                          | Venetia          | Bandera del Reino Unido     | 5.728          | HX-112 |
|           |                          | Ferm             | Bandera de Noruega          | 6.593          | HX-112 |
|           | Barcos hundidos          | 47               |                             | 274.418        |        |
|           | Barcos dañados           | 5                |                             | 37.965         |        |
|           | TOTAL                    | 52               |                             | 312.383        |        |

c - Barcos capturados
d - Barcos dañados